# 蘭芳園
蘭芳園是香港一間歷史悠久的茶餐廳，總店位於香港島中環結志街2號及4A-6號，早年以大牌檔形式經營，現時除設於大廈的舊店及新店兩間店舖外，位於街邊的檔口仍然保留，是香港僅餘的大牌檔之一。
蘭芳園於1952年由林木河創辦，並首創港式飲料「鴛鴦」，首創以袋茶沖製、俗稱絲襪奶茶的香港式濃滑奶茶，其奶茶使用來自斯里蘭卡科倫坡的「季後茶葉」及馬來西亞的植脂奶沖製。這裡也是撈丁的始創地。
除奶茶外，蘭芳園供應傳統茶餐廳食品如多士、三文治等，其他食品包括蔥油雞扒撈丁（撈出前一丁麵）、奶油豬仔包、豬扒包、番茄薯仔湯通粉等。每日吸引不少名人、中環上班族及海外旅客慕名光顧，其門外常見排隊等候的人龍。 

## 分店
2009年9月9日，蘭芳園於九龍尖沙咀重慶大廈地庫活方商場開設分店。其水吧模仿中環蘭芳園總店第一代街邊鐵皮檔的設計。推出牛柳及西冷牛扒等扒餐於晚上供應。
2011年5月10日，蘭芳園於香港上環信德中心商場3樓開設分店。

## 授权争议
浙江香飘飘食品公司在其上市招股书中宣稱于2016年7月28日与香港蘭芳園林俊忠、林俊才、林俊业签订签署协议，以6080万港币授权蘭芳園商标在内地的永久性使用权许可，并出品标有“兰芳园”字样的杯装港式奶茶饮品。其后中国内地亦出现以“兰芳园”为名的实体港式饮品店。但蘭芳園二代老闆林俊業2018年5月在接受采访时表示，蘭芳園現時只在香港開設店鋪，除香港以外並無其他分店。同時，他們也親口向客人解釋，或張貼告示提醒，「我們根本在國內是沒有經營茶餐廳，希望人們知道，不要被騙。」
2019年1月，随着山寨争议在PTT上开始发酵，于台湾贩售该款杯状饮品的全家超商回应称“香港蘭芳園茶餐廳已和香飄飄食品簽署授權生產「杯裝蘭芳園絲襪奶茶」，請消費者安心食用”；2019年2月，香飘飘公关部回复《中国经营报》记者查询时声称公司已于2016年取得香港兰芳园的许可，同时表示线下的“兰芳园”仅有直营店，所谓加盟店可能未取得香飘飘公司的授权，但拒绝透露更多细节。而经营线下实体店的杭州兰芳园则表示与公司已和香飘飘签署了保密协议，不方便回应。一名实体店的经理则透露杭州兰芳园和香飘飘授权时并未和林木河家族经营的香港兰芳园联系，也未有香港兰芳园在场。

## 資料來源
1. ↑  地道文化 絲襪奶茶始祖 公開沖茶秘技 （页面存档备份，存于） 蘋果日報，2006年10月13日
2. ↑  .   [2013-01-03]. （原始内容存档于2013-09-21）.
3. ↑  舊式茶餐廳魅力不減 （页面存档备份，存于） 廣州日報
4. ↑  蘭芳園絲襪奶茶過尖嘴 （页面存档备份，存于） 蘋果日報，2009年9月10日
5. ↑  香飘飘食品股份有限公司.  (PDF). 中国证监会. 2017-04-20  [2020-04-29]. （原始内容存档 (PDF)于2017-11-07）.
6. ↑  . 中国经济网. 时代周报. 2018-08-29  [2018-08-30]. （原始内容存档于2019-11-28）.
7. ↑  . 经济观察报. 2017-12-02  [2018-08-30]. （原始内容存档于2019-11-28）.
8. ↑  . 壹週刊. 2018-05-24  [2018-09-11]. （原始内容存档于2018-09-11）.
9. ↑  . 立場新聞.   [2018-09-15]. （原始内容存档于2020-12-01）.
10. ↑  . 苹果日报（台湾）. 2019-01-03  [2020-04-29]. （原始内容存档于2020-12-31）.
11. ↑  . 经济观察报 (新浪财经). 2019-02-24  [2020-04-29]. （原始内容存档于2020-12-31）.

## 外部連結
- 蘭芳園（页面存档备份，存于） openrice
- 香港，難以割舍的花樣年華
- 絲襪奶茶：蘭芳園 網易
- 香港美食-香港茶餐廳（页面存档备份，存于） 深圳旅遊網
- 中環六十多年老字號茶餐廳，絲襪奶茶始祖蘭芳園（页面存档备份，存于） YOUZI